# Abraham Gancwajch
Abraham Gancwajch (1902 — valószínűleg megölték 1943-ban Varsóban) a második világháborúban Lengyelország megszállása idején a varsói gettóban az egyik leghírhedtebb nácikollaboráns és a zsidó alvilág egyik leghírhedtebb vezérfigurája volt. Gancwajch gettóbeli tevékenységéről megoszlanak a vélemények, de a kutatók ma egybehangzóan állítják, hogy a nácik ügynöke és kollaboránsa volt, akit erre főleg az egyéni haszonszerzés motivált.

## Élete
Gancwajch a lengyelországi Częstochowában született. Fiatal korában jiddis nyelvű újságíró és szerkesztő volt Łódźban, majd Ausztriába ment, ahol Bécsben az Irena Harand által szerkesztett Gerechtigkeit (Igazság) című folyóirat zsidóügyi tudósítójaként dolgozott.  1936–1938 körül elűzték Bécsből és visszatért Lengyelországba, ahol szónoki képességeiről ismert tekintélyes tanárrá és cionista újságíróvá vált. Łódźban a Hasomér Hacair szocialista-cionista cserkész szervezet vezetője is volt.
Lengyelország német lerohanása után Varsóban tűnt fel olyan emberként, akinek jó kapcsolatai vannak a Sicherheitsdiensttel. (SD) Kollaboránsként hetente készített ügynöki jelentést a Gestapo számára. E jelentései megtalálhatók a Varsói Állami Levéltárban (Archiwum Państwowe w Warszawie). 1940 decemberében létrehozta a 13-as Csoport hálózatát, a varsói gettóban működő zsidó nácikollaboráns szervezetet, melyet Israel Gutman és Emanuel Ringelblum a „Zsidó Gestapo”-nak" nevezett.
Gancwajch úgy vélte, hogy a németek megnyerik a háborút és azt hirdette, hogy a zsidóknak ki kell szolgálnia őket , hogy ezzel biztosítsák túlélésüket. A német megszállókkal való együttműködést egy külön e célra nyomtatott brosúrában is népszerűsítette, ami felháborította a gettó lakóit. Szószólója volt a náci Madagaszkár-tervnek is, melynek keretében a náci megszállás alatt élő összes zsidót a távoli szigetre telepítették volna. Adam Czerniaków, a varsói gettó Zsidótanácsának vezetője, akinek Gancwajch a helyére szeretett volna kerülni, naplójában úgy említette, mint  "hitvány, visszataszító alak". Janusz Korczak, aki egy árvaházat működtetett a gettóban, amikor megkérdezték, miért működik együtt Gancwajchhal, így válaszolt: "Még magát az ördögöt is felkeresem, hogy megmenthessem a gyerekeket".
A gettóban fényűzően élt, amihez különféle módszerekkel hatalmas összegeket hajtott be a gettó lakóin. Ennek ellentételezéseként népszerűségi kampánya keretében segélyakciókkal támogatta a szegényeket és a művészeket; azonban a karitatív tevékenységeit is alantas célokra használta. Például létrehozott egy kórházat és mentőszolgálatot, de ezeket hamarosan a 13-as Csoport csempésztevékenysége céljára használták, amely maga is egy védelmi pénz beszedő hálózattá vált, miközben eredetileg a gettó feketepiaca elleni harcra hozták létre.
Miután a németek 1942-ben felszámolták a 13-as Csoport nagy részét, Gancwajch az „árja oldalon”, Varsó gettón kívüli részében bukkant fel, ahol ő és csoportja egyes tagjai magukat zsidó ellenállási harcosoknak kiadva zsidókat bújtató, vagy egyéb módon segítő lengyelekre vadásztak. Ő volt a hírhedt Żagiew, a Gestapo számára dolgozó zsidó provokátorszervezet vezetője is. Igyekezett szabotálni a varsói gettófelkelés előkészítését. A Zsidó Harci Szervezet halálra ítélte, de nem sikerült likvidálniuk. További sorsa máig ismeretlen, egy adatközlés szerint családjával együtt kivégezték a varsói Pawiak börtönben, valószínűleg 1943 kora tavaszán.

## Fordítás
- Ez a szócikk részben vagy egészben  az   Abraham Gancwajch című angol Wikipédia-szócikk ezen változatának fordításán alapul.  Az eredeti cikk szerkesztőit annak laptörténete sorolja fel. Ez a jelzés csupán a megfogalmazás eredetét és a szerzői jogokat jelzi, nem szolgál a cikkben szereplő információk forrásmegjelöléseként.